# لارک (سیگار)
لارک (به انگلیسی: Lark) یک برند سیگار ایجاد شده در ایالات متحده آمریکا است؛ مالک فعلی این برند فیلیپ موریس و آلتریا است. این برند در سال ۱۹۶۳ پایه‌گذاری گردید.